# 대양전기공업
대양전기공업(Daeyang Electric Co. Ltd.)는 대한민국의 기업이다. 본사는 부산광역시 사하구 장평로 245에 위치해 있으며 대표이사는 서영우이다.

## 상장
2011년 7월 8일에 공모가 9,000원에 상장하였다.

## 참고문헌
1. ↑  대양전기공업, 1172만원 규모 자사주 처분 결정, 네이트 뉴스, 2023-12-26
2. ↑  HD현대건설기계 주가 불끈... 2025년 시장 규모 '화들짝', 핀포인트뉴스, 2023.09.22
3. ↑  조선업종 수익성 개선 전망 잇따라…STX중공업+6% 등, 라이센스뉴스, 2023.06.05